# Zdislava de Lemberk
Zdislava de Lemberk (Křižanov, c. 1220 — Castelo de Lemberk, 1252) foi uma nobre checa venerada como santa pela Igreja Católica.

## Biografia
Filha de um guerreiro do rei Venceslau II da Boêmia, sendo sua mãe, camareira da rainha Cunegunda de Hohenstaufen. Quando tinha 25 anos de idade, casou com o príncipe Havel de Lemberk, homem violento e orgulhoso de quem teve quatro filhos: Havel, Margarita, Jaroslav e Zadislav.
Adoptando fervorosamente o entusiasmo pelo recente fundação da Ordem dos Pregadores, solicita a São Jacinto, frade alemão para que vá até à Boémia pregar e lançar a nova Ordem.  Em tempos de guerras, Zedislava dedicava-se intensamente à oração, tendo-se torna membro da Ordem dos Pregadores, por intermédio da Ordem Terceira de São Domingos, apoiou a instalação dos primeiro frades daquela Ordem na Morávia,  bem como prestava auxílio aos refugiados e feridos da guerra. Promoveu ainda o estabelecimento da Ordem na vizinha Boémia, obtendo o apoio do seu marido na fundação de vários Conventos.
Foi beatificada pelo Soberano Papa São Pio X a 28 de agosto de 1907. Foi canonizada pelo Papa São João Paulo II, a 21 de Maio de 1995.
Sua festa litúrgica é a 3 de janeiro.